# 제14방면군
제14방면군(第14方面軍 다이쥬욘포멘군[*])는 일본 제국 육군의 방면군 중의 하나로 남방군 휘하의 군대였다. 제14군은 1941년 11월 6일에 남방군 예하군으로 설치되어 필리핀 방면을 작전 지역으로 했다. 1944년 7월 제14방면군으로 개편 승격했다. 통칭호는 "尚武集団 쇼부슈단[*]".

## 역사
통칭적인 호칭은 상무집단(尚武集団)이며, 1941년 11월 6일, 1944년 7월 28일 개편을 추진하여 편제되었다. 상급부대는 남방군으로 제14방면군이 맡은 지역은 필리핀 루손 지역이었다.
- 1941년 11월 6일 - 제14군을 편성 (예하 : 제16사단, 제48사단, 제65여단)
- 1942년 1월 - 제48사단이 네덜란드령 동인도 전역에 제16군에 편입.
  - 6월 - 대본영에 직속되다.
  - 7월 - 제4사단이 내륙에 재향.
- 1943년 11월 - 독립수비대 3개와 제65여단 소속 보병 제142연대 (마츠)가 독립혼성여단으로 개편.
- 1944년 3월 - 다시 남방군의 예하에 편입
  - 4월 - 제30사단을 예하 부대로, 민다나오에 파견
  - 6월 - 독립혼성여단을 사단으로 개편, 제100, 102, 103, 105사단이 편입
  - 6월 15일 - 독립혼성 제55여단을 예하 부대로 편입.
  - 7월 28일 - 제14방면군으로 승격 개편.
  - 8월 - 제8사단, 제10사단을 예하 부대로 편입.
  - 8월 4일 - 제35군을 편성하여 전차 제2사단과 함께 예하부대로 편입(제16사단, 제30사단을 이관).
  - 10월 22일 - 야마시타 대장, 제35군에 레이테 결전을 명령하다.
  - 12월 - 제19사단, 제23사단을 예하 부대로 편입.
- 1945년 2월 13일 - 제1정진집단, 제4비행사단을 예하 부대로 편입.
  - 3월 6일 - 제41군을 편성 예하부대로 편입(제8사단을 이관).

제14방면군의 장병들은 1944년 12월 14일에 일어난 팔라완 학살에 관여하였다.

## 부대

### 제14군: 1941년 12월

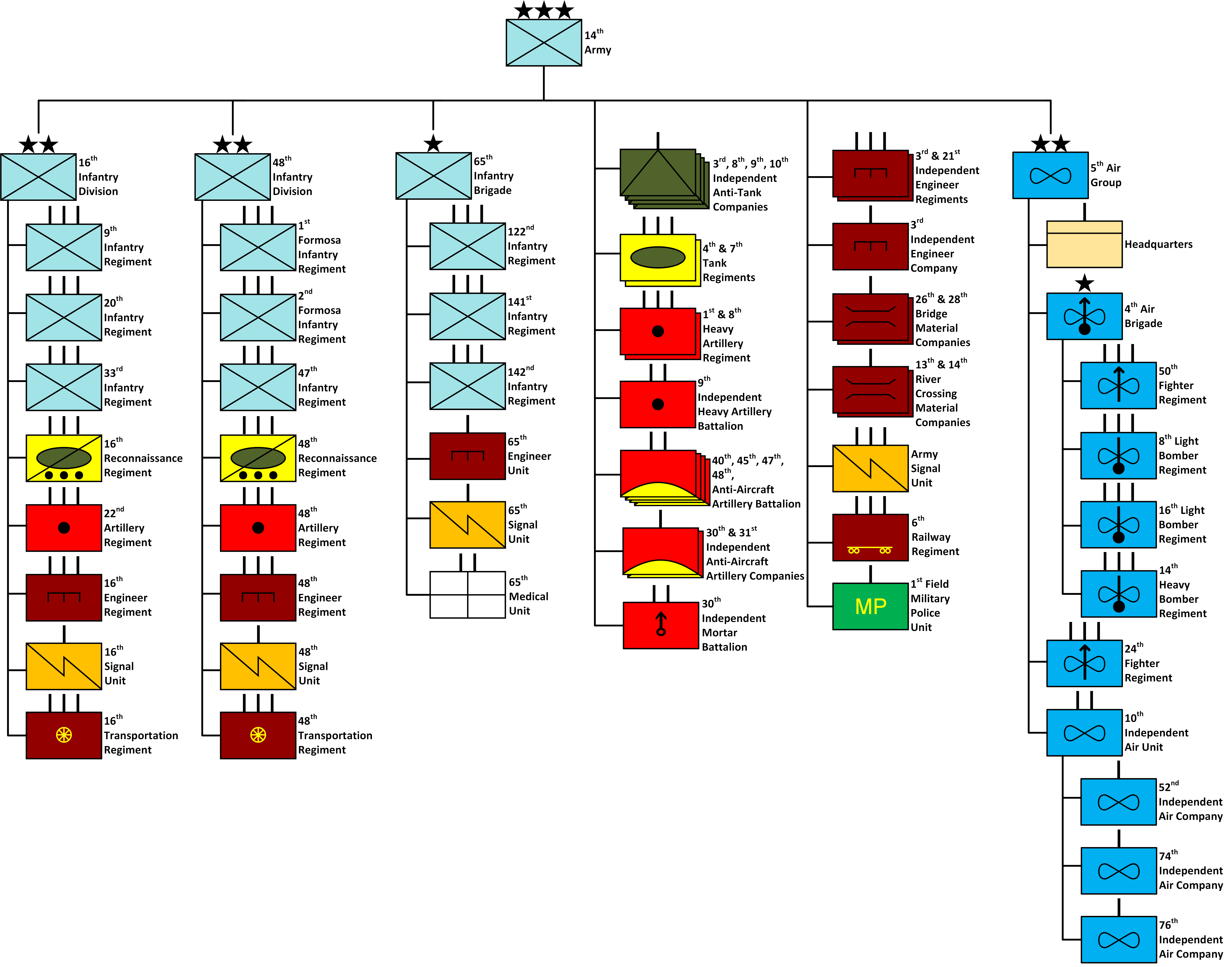
제14군의 1941년 12월자 전투 서열

- 제18사단
- 제48사단
- 제65여단
- 제3, 8, 9, 10독립대전차중대
- 전차 제4연대
- 전차 제7연대
- 중포병 제1, 8연대
- 제9독립중포병대대
- 제40, 45, 47, 48고사대대대
- 제30, 31독립고사중대
- 제30독립박격포대대
- 제3, 21공병연대
- 제3독립공병중대
- 제26, 28교량중대
- 제13, 14도하중대
- 통신대
- 철도 제6연대
- 헌병 제1대
- 제5비행단
  - 비행 제4전대
  - 제10비행대

### 제14방면군: 마지막
- 제35군 (尚집단)
  - 제16사단 (垣병단)
  - 제30사단 (豹병단)
  - 제100사단 (拠병단)
  - 제102사단 (抜병단)
  - 독립혼성 제54여단 (萩병단)
- 제41군 (振武집단)
  - 제8사단 (杉병단)
  - 독립혼성 제39여단
- 제1정진집단 (켄부집단)
- 제2항공통신단: 중장 藤沢繁三 후지사와 시게조[*]
  - 제2항공통신사령부: 위의 제2항공통신단장이 겸임.
    - 제6항공통신연대: 중좌 中谷敏男 나카타니 토시오(일본어판) [*]
    - 제17항공통신대: 소좌 森下俊士 모리시타 시윤시[*]
    - 제22항공통신대: 소좌 横尾純義 요코오 스미요시[*]

  - 제2항공측량대: 중좌 小笠原尚三 오가사와라 나오조[*]
  - 제5대공무선대: 대위 高須賀勝太 다카스가 카츠타[*]
  - 제9대공무선대: 대위 中馬時三 나카마 토키조[*]
  - 제24대공무선대: 대위 吉田三次 요시다 산지[*]
  - 제25대공무선대: 대위 香取浩夫 카토리 코오[*]
- 제6철도수송사령부: 소장 田村理七 타무라 리치[*]
  - 철도 제8연대: 중좌 柳明雄 야나기 아키오[*]
- 제6야전수송사령부: 대좌 本間幸太郎 혼마 코타로[*]
  - 독립 자동차 제62대대: 소좌 徳永一 도쿠나가 이치[*]
  - 독립 자동차 제63대대: 소좌 井上辰夫 이노우에 타츠오[*]
- 육군병원
  - 남방 제12 (마닐라): 군의소장 石井正己 이시이 마사미[*]
  - 남방 제13 (타바오): 군의대좌 村山庸三郎 무라야마 켄사부로[*]
  - 남방 제14 (세부): 군의중좌 真田武雄 사나다 타케오[*]
- 포병
  - 야전중포병 제12연대: 중좌 岡田季吉오카다 스에키치
  - 독립중포병 제4대대: 중좌 大石正義 오이시 마사요시[*]
  - 독립연사포 제18대대:  소좌 小林平太郎 고바야시 헤이타로[*]
  - 독립사포 제20대대: 중좌 岩元行衛 이와모토 유키에[*]
  - 독립연사포 제25대대: 대위 堀英毅 호리 히데키[*]
  - 독립연사포 제26대대: 대위 岡田利万 오카다 토시만[*]
  - 독립기관총 제26대대: 대위 五嶋真佐男 고시마 마사오[*]
  - 중박격포 제6대대: 대위 藤井正次 후지이 세이지[*]
  - 중박격포 제7대대: 대위 佐藤清 사토 키요[*]
- 방공
  - 야전고사포 제77대대: 대위 鈴木次郎 스즈키 지로[*]
  - 야전고사포 제84대대: 소좌 熊野九一 구마노 구이치[*]
  - 야전대공 제2대대: 소좌 片山国雄 카타야마 쿠니오[*]
- 선박부대
  - 선박 공병 제19연대: 중좌 浅野束 아사노 타바[*] - 수리가오
  - 선박 공병 제21연대: 소좌 浜園忠夫 하마엔 타다오[*] - 마닐라
  - 선박 공병 제25연대: 소좌 中村喜一 나카무라 키이치[*]
  - 선박 공병 제32연대: 중좌 大村靖雄 오무라 야스오[*]
  - 선박 공병 제1보충대
  - 제3선박수송사령부
    - 마닐라 지부: 중좌 守下敏夫 모리시타 토시오[*]
    - 세부 지부: 대좌 光井光治 미츠이 미쓰하루[*]

  - 제15장륙대: 중좌 鈴木文雄 스즈키 후미오[*]
  - 해상수송 제8대대: 중좌 溝口似郎 미조구치 니로[*]
  - 해상수송 제9대대: 소좌 川内義隆 카와우치 요시타카[*]
  - 해상수송 제10대대: 소좌 飯島祐 이이지마 유[*]
  - 제5야전선박창: 대좌 松山初之 마츠야마 하츠유키[*]
  - 제61정박장사령부: 중좌 小室徳助 코무로 토쿠스케[*]
  - 제63정박장사령부: 소좌 佐藤藻 사토 조류[*]
- 항공대 지상부대
  - 제132비행장대대: 소좌 岡本実吉 오카모토 미요시[*]
  - 제5항공특종통신대: 소좌 松尾岩雄 마츠오 이와오[*]
  - 마닐라 육군항공창(일본어판): 소장 植山英武 우에야마 히데타케[*]
- 병참
  - 독립공병 제65대대: 대위 鈴木彦平 스즈키 히코헤이[*]
  - 제85병참지구대: 대좌 牧重雄 마키 시게오[*] - 로자리오
  - 제88병참지구대: 대좌 松本万作 마쓰모토 만사쿠[*] - 마닐라
  - 제49야전도로대: 소좌 桜井百之十 사쿠라이 햐쿠노주[*]
  - 제57야전도로대: 대위 小泉勉 고이즈미 츠루토미[*]
  - 제58야전도로대: 대좌 平山一麿 히라야마 이치코[*]
  - 제12야전근무대: 대좌 高野秀太郎 타카노 히데타로[*]
  - 제22야전근무대: 중좌 小瀧詮 코타키 아키라[*] - 카가얀
  - 제16야전우편대: 대좌 斎藤幣一 사이토 히로이치[*]
  - 제3이동병기수리대
  - 제16환자수송대: 중좌 江口森作 에구치 모리사쿠[*]
  - 제30야전방역급수대: 군의중좌 中黒秀外之 나카구로 히데유키[*]
- 통신부대
  - 전신 제2연대: 대좌 山田信一 야마다 신이치[*]
  - 전신 제27연대: 대좌 藤木武夫 후지키 타케오[*]
- 병참병원
  - 제74병참병원: 군의중좌 久保隆三쿠보 류조 - 바기오
  - 제129병참병원: 군의소좌 義沢武夫 요시자와 타케오[*] - ダモルテス
  - 제134병참병원: 군의중좌 長谷川徹 하세가와 토루[*]
  - 제137병참병원: 군의중좌 伊藤卓蔵 이토 타쿠조[*]
  - 제138병참병원: 군의중좌 飯田浩造 이이다 코조[*] - 레이테섬
  - 제139병참병원: 군의소좌 山田健軍 야마다 켄군[*]
- 방면군보급창
  - 제14방면군 야전병기창: 대좌 松尾能雄 마츠오 요시오[*]
  - 제14방면군 야전자동차창: 대좌 鎌田精一郎 가마타 세이이치로[*]
  - 제14방면군 야전화물창: 주계대좌 岩倉虎次郎 이와쿠라 호지로[*]
- 그 외 직할부대
  - 제14방면군교육대
  - 제14방면군 헌병대: 소장 増岡賢七 마스오카 켄시치[*]
  - 제14방면군 병참감부: 중장 홍사익 (洪思翊)
  - 필리핀 포로수용소: 소좌 高崎郁 다카사키 이루[*]

## 기록

### 소속
- 대본영, 1942년
- 남방군, 1944년

### 계보
- 제14군, 1941년 11월 6일
- 제14방면군, 1944년 7월 28일

### 참전
- 제2차 필리핀 전역
  - 레이테 전투